# Dumitru Vasiliu
Dumitru Vasiliu, romunski general, * 1891, † 1942.